# Блюм, Арлен Викторович
Арле́н Ви́кторович Блюм (30 марта 1933, дер. Михайловка, Запорожская область — 4 июня 2011, Санкт-Петербург) — советский и российский библиограф, историк книги и цензуры в России и СССР. Доктор филологических наук (1992), профессор (1994), профессор Санкт-Петербургского государственного университета культуры и искусств.

## Биография
Арлен Викторович Блюм родился 30 марта 1933 года. В 1951 году, после окончании средней школы № 1 в г. Медногорске Чкаловской (ныне Оренбургской) области, поступил в Ленинградский библиотечный институт, который окончил в 1955 году; с августа того же года — библиограф Челябинской областной публичной библиотеки.
С 16 июня 1956 по март 1958 года служил в Советской Армии. С 29 апреля 1958 года — библиограф библиотеки Челябинского Совнархоза; с 23 июня 1958 — библиограф, библиограф-редактор, редактор, редактор-специалист Челябинской областной публичной библиотеки.
С 1 ноября 1962 по 1 декабря 1965 в аспирантуре Ленинградского библиотечного института по кафедре библиографии. С 20 декабря 1965 по 16 ноября 1966 старший библиограф Государственной публичной библиотеки. В ноябре—декабре 1966 — старший библиограф Научной библиотеки им. Горького.
С декабря 1966 — ассистент, с 1968 — и. о. доцента, с 1970 — доцент кафедры библиографии Ленинградского государственного института культуры им. Н. К. Крупской. С 1 апреля 1993 по 25 мая 2010 — профессор кафедры общей библиографии и книговедения Института культуры — Санкт-Петербургской государственной академии культуры — Санкт-Петербургского университета культуры и искусств.
Читал циклы лекций в Бохуме и в Оксфорде.
Кандидатская диссертация «Местная книга и цензура дореформенной России» (1966), докторская диссертация «Художественная литература как историко-книговедческий источник (На материале русской литературы)» защищена в качестве доклада в Санкт-Петербургском государственном институте культуры (1992).
Ушёл из жизни 4 июня 2011 года в Санкт-Петербурге. Похоронен на Кузьмоловском кладбище во Всеволожском районе Ленинградской области.

## Память
С 2012 г. в Ленинградском государственном университете им. А. С. Пушкина ежегодно проводится международная научная конференция памяти А. В. Блюма «История книги и цензуры в России. Блюмовские чтения».

## Награды
- Лауреат премии журнала «Звезда» (1998)
- Лауреат премии «Северная Пальмира» в номинации «публицистика и критика» за книгу «Советская цензура в эпоху тотального террора» (2001)[7]

## Научная деятельность
Учёная степень кандидата филологических наук присуждена решением Совета Московского полиграфического института 16 мая 1966 года; в учёном звании доцента по кафедре библиографии утверждён решением ВАК 3 апреля 1970.
Учёная степень доктора филологических наук присуждена решением ВАК при СМ СССР 25 декабря 1992 года; учёное звание профессора по кафедре общей библиографии и книговедения присвоено решением Государственного комитета РФ по высшему образованию 29 сентября 1994.
Основные направления исследований — история провинциальной книги и отечественной цензуры.

### Избранные труды
- «Путешествие» Оруэлла в страну большевиков. К 100-летию Джорджа Оруэлла — Документальная хроника. — 2003.

Библиографические исследования, история книги
- Применение атомной энергии в мирных целях (Серия листовок). — [Челябинск], 1955. — 4 отдельные листовки в обертке. — 1000 экз. — (Составитель указан в конце текста 4-й листовки: библиограф А. В. Блюм)
- Экономия металла в машиностроении: (Краткий рекоменд. указатель литературы). — Челябинск, 1956. — 16 с. — 650 экз. — (Сост. указан в конце текста: библиограф А. В. Блюм)
- Прогрессивные писатели Индии: (Библиогр. обзор литературы). — [Челябинск], 1956. — 14 с. — 700 экз. — (Сост. указан в конце текста: библиограф А. В. Блюм)
- Владимир Павлович Бирюков: (Библиографический указатель). — Челябинск, 1958. — 22 с. — 800 экз. — (Составитель указан в конце текста: библиограф А. В. Блюм)
- Николай Павлович Воронов: (Библиогр. памятка) / (Челяб. обл. публичная б-ка. Библиогр. отд. Писатели Челяб. обл.). — Челябинск, 1958. — 8 с. — 800 экз. — (Сост. указан в конце текста: библиограф А. В. Блюм)
- Александр Андреевич Шмаков: Библиогр. указатель / (Челяб. обл. публичная б-ка. Библиогр. отд. Писатели Челяб. обл.). — [Челябинск], 1958. — 35 с. — 800 экз. — (Сост. указан в вып. дан.: библиограф А. В. Блюм)
- О комсомоле Челябинской области: Рекоменд. указатель литературы. — [Челябинск], 1958. — 23 с. — 1000 экз. — (Соавт.: Шубина Р.)
- Книга и время: Рассказы о редких изданиях и библиогр. находках. — Челябинск, кн.изд., 1962. — 111 с. — 5000 экз. — (Соавт. Г. К. Дмитрин)
- Ф. Ф. Павленков в Вятке. — Киров: Волго-Вят. кн. изд-во, 1976. — 88 с. — (Выдающиеся деятели и уроженцы Вят. края). — 2000 экз.
- Каратель лжи, или Книжные приключения барона Мюнхгаузена. — М.: Книга, 1978. — 61 с. — (Судьбы книг). — 50000 экз.
- Рассказы об уральских книгах. — Свердловск: Сред.-Урал. кн. изд-во, 1980. — 159 с. — 15000 экз. — (Соавтор Павлов В. А.)
- Очарованные книгой: русские писатели о книгах, чтении, библиофилах: [Сборник / Сост., вступ. ст. и примеч. А. В. Блюма]. — М.: Книга, 1982. — 287 с. — 120000 экз.
- Вечные спутники: Сов. писатели о кн., чтении, библиофильстве / [Сост., вступ. ст. и примеч. А. В. Блюма] — М.: Книга, 1983. — 222 с. — 70000 экз.
- Библиографы и библиография в русской художественной литературе XIX в. // Советская библиография. — 1986. — № 3. — С. 50—54.
- Книжные страсти: Сатирические произведения рус. и сов. писателей о кн. и книжниках: [Сб. / Сост., вступ. ст. и примеч. А. В. Блюма; худож. Д. Ф. Терехов]. — М.: Книга, 1987. — 287 с. — 100000 экз.
- Читатели и книжные работники в русской художественной литературе: Учеб. пособие по курсу «Книговедение и история кн.» (Дорев. период). — Л.: ЛГИК, 1989. — 64 с. — 1500 экз.
- Издание «Книг для народа» // Книга в России. 1861—1881. — М.: Книга, 1991. — Т. 3. — С. 7—27. — (Совместно с В. Е. Кельнером и Н. Г. Патрушевой)
- Художественная литература как историко-книговедческий источник (На материале русской литературы) : Автореферат дис. … д-ра филол. наук / С.-Петерб. гос. ин-т культуры. — СПб., 1992. — 36 с.
- Пустынножитель: Н. Н. Страхов как прототип образа ученого-библиографа в повести Д. И. Стахеева // Библиофил. — М., 2002. — Сб. 1. — С. 155—162.
- «Великий книжник» и другие: образы библиофилов и букинистов в русской прозе 20-х годов XX века // Библиофилы России: Альманах.- М., 2004. — Т. 1. — С. 383—406.
- Книговедение под советской цензурой // Книга и мировая цивилизация: Матер. XI науч. конф. по проблемам книговедения (Москва, 20—21 апр. 2004 г.): В 4 т. — М., 2004. — Т. 2. — С. 182—184.
- Козьма Тимошурин — прототип Козьмы Пруткова? // Рус. лит. — 2004. — № 4. — С. 145—148.

Работы по истории цензуры в России и СССР
- Арестованы по ордеру Чрезвычайной комиссии // Советская библиография. 1991. № 6 (ноябрь-декабрь). С. 47 — 53.
- За кулисами «Министерства правды»: Тайная история советской цензуры, 1917—1929. — СПб.: Гуманит. агентство «Акад.проект», 1994. — 322 с. — 2000 экз.
- Закат Главлита: Как разрушалась система советской цензуры: Документальная хроника 1985—1991 гг. // Книга: Исследования и материалы. — Сб. 71. — М.: ТЕРРА, 1995. — С. 168—187.
- Как было разрушено «Министерство правды»: Советская цензура эпохи гласности и перестройки (1985—1991) // Звезда. — 1996. — № 6. — С. 212—221.
- Еврейский вопрос под советской цензурой. 1917—1991 / [Вступ. ст. Д. Эльяшевича]. — СПб.: Петербург. евр. ун-т., 1996. — 185 с. — (Петербургская иудаика. Т. 1). — 1000 экз.
- Советская цензура в эпоху тотального террора. 1929—1953. — СПб.: Академический проект, 2000. — 312 с.
- Как выбирали в академики: (По секретным сообщениям госбезопасности) // Звезда. СПб., 2001. № 8. С. 156—163.
- Запрещенные книги русских писателей и литературоведов. 1917—1991: Индекс советской цензуры с комментариями / М-во культуры Рос. Федерации, Санкт-Петербург. гос. ун-т культуры и искусств. — СПб.: С.-Петерб. гос. ун-т культуры и искусств, 2003. — 403 с.
- Цензура в Советском Союзе, 1917—1991. Документы / сост. : А. В. Блюм; коммент. : В. Г. Воловников. — М. : РОССПЭН, 2004. — 575 с.
- Как это делалось в Ленинграде. Цензура в годы оттепели, застоя и перестройки. 1953—1991. — СПб.: Академический проект, 2005. — 296 с.
- Интернациональная литература: подцензурное прошлое // Иностранная литература. 2005. №. 10.
- От неолита до Главлита : достопамятные и занимательные эпизоды, события и анекдоты из истории российской цензуры от Петра Великого до наших дней : собраны по литературным и архивным источникам. — СПб. : Изд-во имени Н. И. Новикова : Искусство России, 2009. — 272 с.
- Русские писатели о цензуре и цензорах. От Радищева до наших дней: 1790—1990 : опыт комментированной антологии. — СПб.: Полиграф, 2001. — 607 с.